# Lacs de Toshka

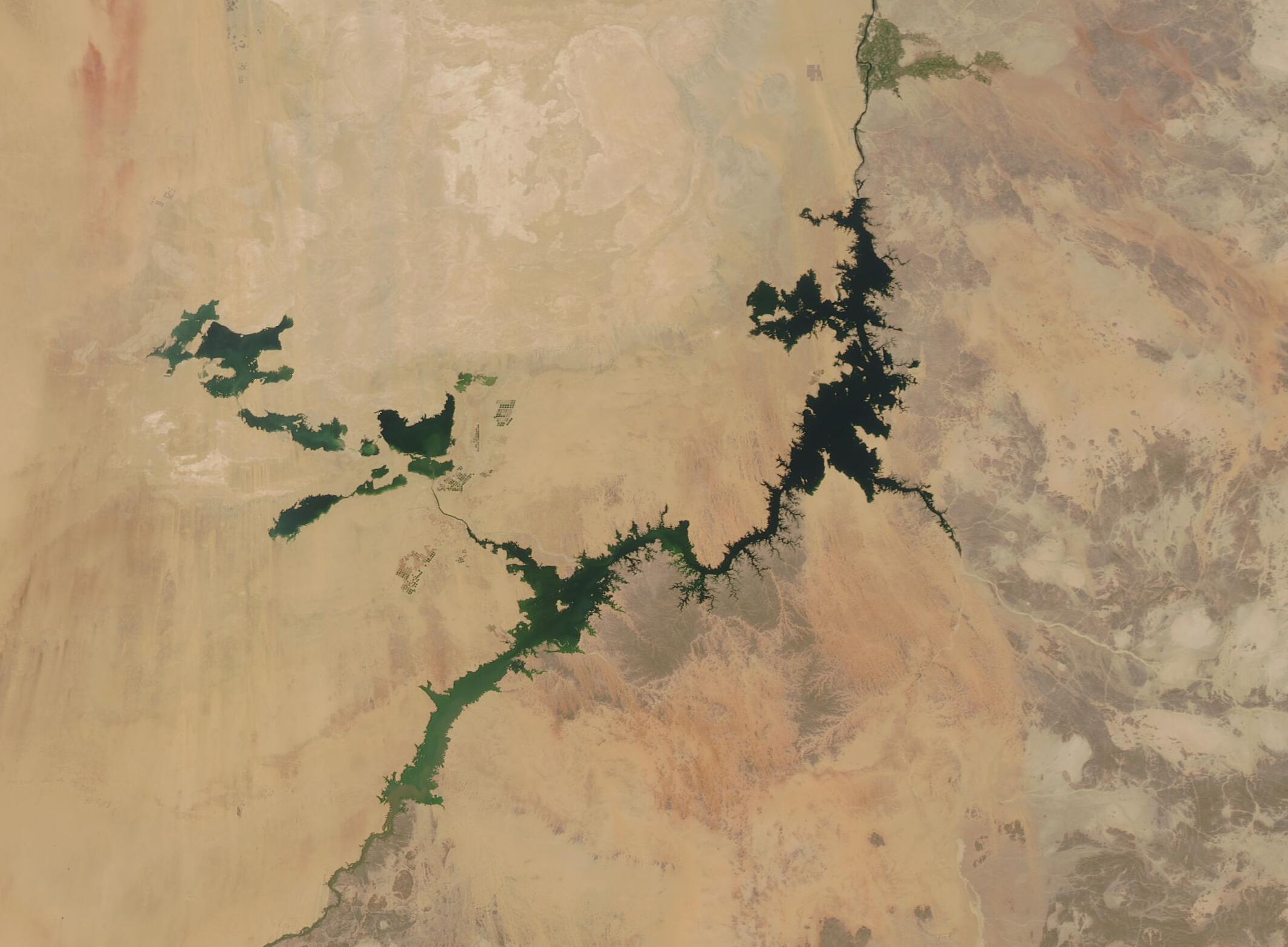
Vue satellite du lac Nasser (à droite) et les lacs de Toshka (à gauche), le 20 octobre 2021. Les lacs de Toshka étaient encore plus étendus en 2022 et 2023.

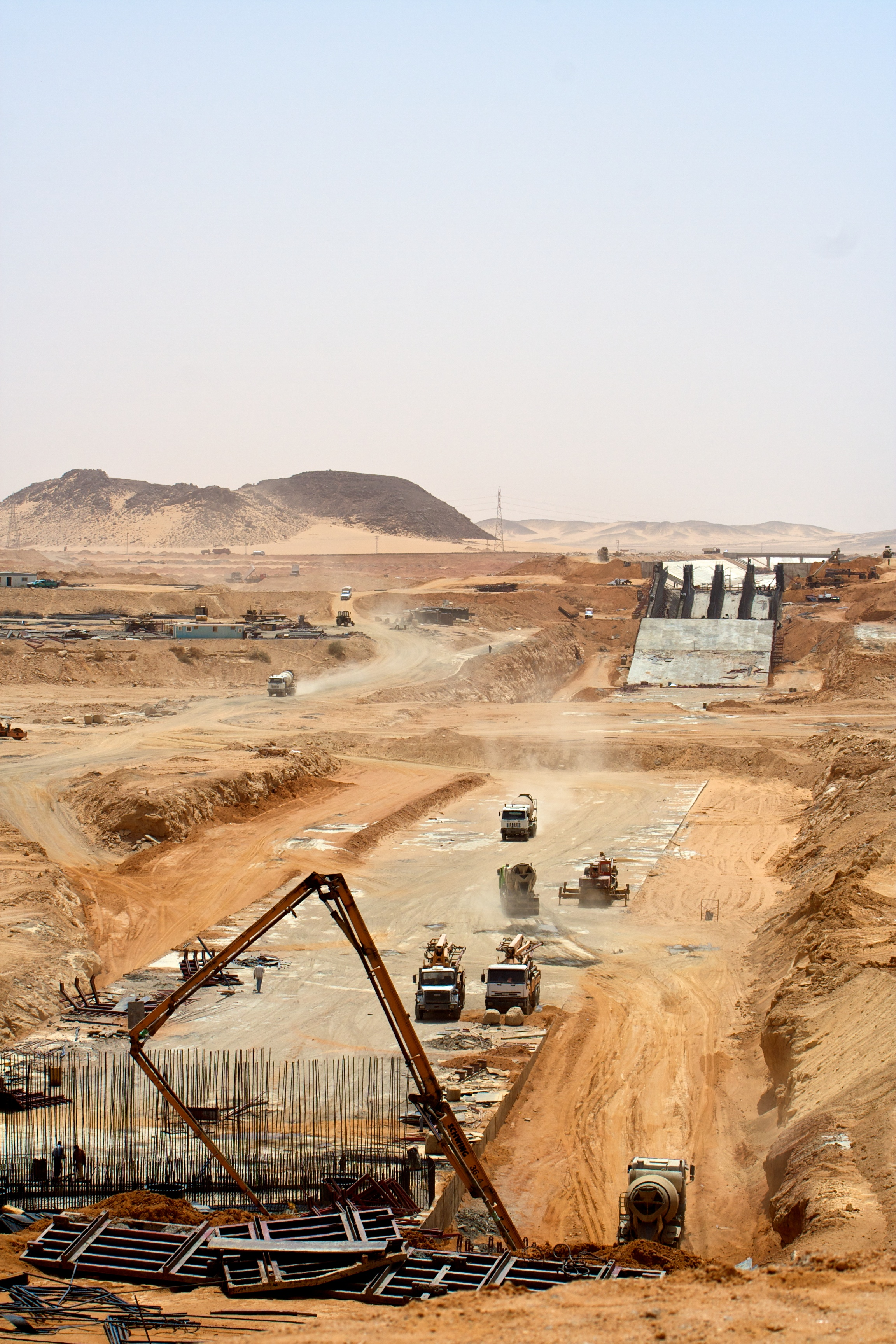
Construction du déversoir amenant l'eau des lacs de Toshka vers le Projet Nouvelle Vallée en 2010.

Les lacs de Toshka sont un ensemble de lacs récents en train de se former en Égypte dans la dépression de Toshka, dans le désert du Sahara.
Le haut barrage d'Assouan, construit entre 1964 et 1968, conduit à la formation du lac Nasser, dont le niveau maximal est à 183 mètres au-dessus du niveau de la mer. En 1978, l'Égypte commence la construction du canal Sadate. En direction du nord-ouest, celui-ci permet à l'eau dépassant le niveau de 178 mètres de s'écouler à travers le oued Toshka jusqu'à l'extrémité sud du plateau calcaire de l'époque Éocène. L'eau commence à s'écouler à partir des années 1990. Des observations depuis l'espace repérèrent le premier lac, le plus oriental, à partir de 1998. Fin 1999, trois lacs supplémentaires ont été repérés plus à l'ouest. Le plus occidental des lacs aurait commencé à se constituer entre septembre 2000 et mars 2001. Ces lacs n'ont pas été nommés individuellement. Au total, ils couvraient une superficie d'environ 1 300 km2 à la fin de 2005. La superficie des lacs s'est ensuite progressivement réduite jusqu'à quasiment disparaitre en 2018 où il ne restait que quelques vestiges des lacs.
À la suite des fortes pluies survenues chaque année de 2019 à 2023 au Soudan et au Soudan du Sud puis dans le bassin du lac Victoria, provoquant des inondations majeures dans ces pays, le débit du Nil a augmenté et le lac Nasser a atteint son niveau maximum historique en 2022 et 2023. Le lac Nasser a ainsi pu se déverser vers les lacs de Toshka qui lui servent de trop-plein. Les lacs de Toshka ont atteint, en 2022 et 2023, une extension jamais atteinte auparavant avec l'apparition de plusieurs nouveaux lacs. Cette grande réserve d'eau constituée permet actuellement un important développement de l'agriculture irriguée en plein désert dans la région autour des lacs,.
Le fait qu'il n'y ait pas de fleuve traversant cette région s'explique par l'extrême aridité du Sahara, la jeunesse du Nil et l'activité tectonique de la région.
Le gouvernement égyptien développe la région autour de ces lacs dans le cadre du projet Nouvelle Vallée.